# Zurbatiyah
Zurbatiyah est une ville irakienne située dans la province de Wasit, à la frontière avec l'Iran.
Zurbatiyah est un des points principaux d'entrée en Irak depuis l'Iran. Des centaines de pèlerins iraniens qui se dirigent vers les villes de Nadjaf ou Karbala y traversent la frontière chaque jour.